# Jimmy Moreland
Jimmy Roger Moreland Jr. (Belle Glade, 26 agosto 1995) è un giocatore di football americano statunitense che milita nel ruolo di cornerback per i New York Jets della National Football League (NFL).

## Carriera

### Washington Redskins
Moreland fu scelto nel corso del settimo giro (227º assoluto) del Draft NFL 2019 dai Washington Redskins. I Redskins lo inserirono in lista infortunati il 17 dicembre 2019 dopo avere subito un infortunio al piede nella settimana 15 contro i Philadelphia Eagles. Chiuse così la sua stagione da rookie con 41 tackle e 4 passaggi deviati in 14 presenze, 5 delle quali come titolare.